# Centre pénitentiaire de Nantes
| \| Centre de détention Maison d'arrêt Centre de semi-liberté \| Localisation des trois établissements |
| Centre de détention Maison d'arrêt Centre de semi-liberté                                             |

Le centre pénitentiaire de Nantes regroupe trois établissements différents dépendant de l'administration pénitentiaire française et situant tous dans les limites administratives de la ville :
- la maison d'arrêt ;
- le centre de détention ;
- le centre de semi-liberté.

## La maison d'arrêt de Nantes
La maison d'arrêt de Nantes, est située rue de la Mainguais au nord-est de la ville, à la limite de la commune de Carquefou. L'établissement, qui a été construit sur un ancien terrain militaire où se trouve également le champ de tir du Bêle, comprend 570 places pour hommes et femmes. Il est en outre équipée d'une cuisine et d'une blanchisserie centrale. 
Elle remplace la vétuste prison construite en 1865 et rénovée en 1988 qui se trouvait en centre-ville près de l'ancien palais de justice, rue Descartes, et dont la démolition partielle a laissé la place à des logements neufs,.

### Historique
La maison d’arrêt a fait l’objet d’un contrat de partenariat public privé (PPP) pour le financement, la conception, la réalisation des établissements pénitentiaires ainsi que l’entretien, la maintenance et des prestations de service (blanchisserie, restauration, maintenance, transport des détenus, accueil des familles) pendant une durée de 27 ans.
Son inauguration s'est déroulée le 3 juin 2012, elle intervient six mois après sa livraison (fin 2011) laquelle clôturait près de 2 ans de travaux pour un budget de 80 millions, piloté par la société Bouygues, propriétaire de la prison. 
Le 29 décembre 2012, environ 300 opposants au projet d'aéroport de Notre-Dame-des-Landes ont manifesté devant la maison d'arrêt en soutien à leurs camarades condamnés après les heurts avec les forces de l'ordre sur le site de l'aéroport.
En 2013, quatre suicides interviennent dans cet établissement sur une période de près de trois mois.

### Architecture
D'une capacité de 570 places, la nouvelle maison d'arrêt du centre pénitentiaire de Nantes, a été conçu par Alain Derbesse, et dispose de :
- trois bâtiments totalisant 460 places, dont un quartier réservé aux femmes (40 places) et deux quartiers hommes de 210 places chacun ;
- un quartier dédié aux arrivants comptant 30 places ;
- un quartier courtes peines de 60 places (situé à l'extérieur du mur d'enceinte) ;
- un service médico-psychologique régional (SMPR) de 20 places.

## Le centre de détention de Nantes
Le centre de détention pour hommes situé au 68 boulevard Albert-Einstein dans les quartiers nord de la ville, a été construit en 1981, et offre une capacité d'accueil de 510 places. Jusqu'en 2012, le centre de détention comprenait aussi une maison d'arrêt pour femmes de 28 places et d'un service médico psychiatrique régional (SMPR) qui ont déménagé dans la nouvelle maison d'arrêt.

## Le centre de semi-liberté de Nantes
Le centre de semi-liberté de Nantes installé dans les locaux d'une ancienne école acquis par le Ministère de la Justice en 1971, est une unité d'une capacité de 40 places réservées à une population essentiellement masculine (deux places sont néanmoins réservées aux femmes), situé, 19 avenue de la Close, à Nantes.

## Projet de seconde maison d'arrêt
Le 23 février 2017, le garde des Sceaux, ministre de la Justice Jean-Jacques Urvoas, annonce la création d'une seconde maison d'arrêt dans l'agglomération nantaise afin de juguler la surpopulation carcérale. Le site retenu se trouve à Bouguenais sur un terrain situé à proximité de l'« Institut de recherche dans les domaines de la ville et les territoires, des transports et du génie civil » (Ifsttar), dont l'État est propriétaire. Sa mise en service ne devrait pas cependant intervenir avant une dizaine d'années. Le 9 octobre 2018, la ministre de la Justice Nicole Belloubet annonce officiellement l'abandon de projet.